# 王海波 (篮球运动员)
王海波（1965年9月23日—），山东青岛人，前中国国家男子篮球队国手，曾参加了1984年洛杉矶奥运会，退役后任北海舰队某部一位军官，大校军衔。

## 資料來源
1. ↑  .   [2014-02-17]. （原始内容存档于2014-02-21）.